# Colt Express
 (novembre 2016).
Si vous disposez d'ouvrages ou d'articles de référence ou si vous connaissez des sites web de qualité traitant du thème abordé ici, merci de compléter l'article en donnant les références utiles à sa vérifiabilité et en les liant à la section « Notes et références ».
Colt Express est un jeu de société créé par Christophe Raimbault, illustré par Ian Parovel et Jordi Valbuena, plusieurs fois récompensé, notamment par le Spiel des Jahres en 2015. Il a été publié par Ludonaute en 2014.

## Règles du jeu de base
Chaque joueur représente un desperado qui doit récupérer la plus grosse somme d'argent à l'intérieur d'un train dans un nombre de tours limité. Pour cela, il dispose d'un certain nombre de cartes actions.
Le plateau de jeu représente un train avec une locomotive et plusieurs wagons accrochés (le nombre de wagons dépendant du nombre de joueurs).
À chaque tour de jeu, les participants vont prendre au hasard six cartes actions à partir de leur deck. Ils vont poser successivement leurs cartes sur table sur plusieurs tours de table sans réaliser les actions qui y sont décrites. Ce n'est qu'à la fin de chaque tour de jeu que les actions vont être réalisées dans le plateau de jeu selon l'ordre chronologique où les cartes ont été posées.
Avant le tour suivant, les joueurs reprennent la totalité de leurs cartes jouées (plus d'éventuelles cartes « balle » polluant le jeu de ceux qui auront pris des coups de fusil) et les mélangent à leur deck.

### Caractéristiques des personnages
Les desperados ont tous une propriété différente qu'ils vont garder tout au long du jeu :
- Belle : Elle a la capacité d'éviter des coups de fusil si elle se trouve dans le même wagon qu'un autre joueur ;
- Cheyenne : Lorsqu'elle donne un coup de poing à un adversaire, elle peut récupérer par la même occasion l'argent qui tombe à terre ;
- Django : Ses coups de fusil font reculer les adversaires d'une case ;
- Doc : Il dispose de 7 cartes au lieu de 6 ;
- Ghost : Il joue sa première carte face cachée ;
- Tuco : Il peut tirer sur le haut ou sur le bas du wagon sur lequel il se trouve.

## Extensions

### Extensions officielles
Il existe différentes extensions officielles de Colt Express. Pour pouvoir y jouer, il faut posséder le jeu de base :
- Colt Express : Chevaux & Diligences : Cette première extension est sortie en 2015. Elle contient des chevaux additionnels, ainsi qu'une diligence et des cartes supplémentaires.
- Colt Express : Marshal & Prisonniers : Cette seconde extension sortie lors du salon d'Essen Spiel 2016 contient de nouvelles règles, dont la possibilité de jouer le Marshal, un nouveau personnage, « Mei », et de nouveaux éléments de jeu. Grâce à ces deux nouveaux personnages, cette extension permet de jouer jusqu'à 8 joueurs (3 minimum).

### Goodies
- Colt Express : La Voiture du futur : Sorti en 2015, ce goodie était offert lors de différents événements ludiques. Il ajoute une voiture ressemblant à une Delorean devant la locomotive et de nouveaux objectifs, qui permettent de parodier la fameuse séquence du dernier volet de la trilogie Retour vers le futur.
- Colt Express : La gare : Sabot pour ranger les cartes de round.

### Jeux vidéo
Il existe par ailleurs une version numérique du jeu (PC, MAC, Steam, iPad/iPhone/iPod Touch, Android).

## Prix et distinctions
Principales récompenses obtenues par Colt Express :
- Spiel des Jahres  2015
- Tric Trac d'or Bronze 2015
- As d'or Jeu de l'année  2015